# Seminole (Florida)
Seminole és una població dels Estats Units a l'estat de Florida. Segons el cens del 2000 tenia 10.890 habitants.

## Demografia
Segons el cens del 2000, Seminole tenia 10.890 habitants, 5.989 habitatges, i 2.701 famílies. La densitat de població era de 1.702,3 habitants/km².
Dels 5.989 habitatges en un 12,6% hi vivien nens de menys de 18 anys, en un 35,4% hi vivien parelles casades, en un 7,4% dones solteres, i en un 54,9% no eren unitats familiars. En el 49,1% dels habitatges hi vivien persones soles el 33,8% de les quals corresponia a persones de 65 anys o més que vivien soles. El nombre mitjà de persones vivint en cada habitatge era d'1,75 i el nombre mitjà de persones que vivien en cada família era de 2,48.
Per edats la població es repartia de la següent manera: un 11,8% tenia menys de 18 anys, un 3,8% entre 18 i 24, un 19,5% entre 25 i 44, un 21,3% de 45 a 60 i un 43,6% 65 anys o més.
L'edat mediana era de 59 anys. Per cada 100 dones de 18 o més anys hi havia 72,3 homes.
La renda mediana per habitatge era de 29.179 $ i la renda mediana per família de 39.491 $. Els homes tenien una renda mediana de 29.237 $ mentre que les dones 25.588 $. La renda per capita de la població era de 20.951 $. Entorn del 5,1% de les famílies i el 9% de la població estaven per davall del llindar de pobresa.

## Poblacions més properes
El següent diagrama mostra les poblacions més properes.